# Staryja Darohi
Staryja Darohi (in bielorusso Старыя Дарогі?, in russo Старые Дороги?, Starye Dorogi) è una città della Bielorussia.
Questa città è menzionata da Primo Levi nel suo libro "La tregua".